# Blå sminkrot
Blå sminkrot (Buglossoides arvensis ssp. coerulescens) är en underart i familjen strävbladiga växter. Tillsammans med vit sminkrot (Buglossoides arvensis ssp. arvensis) utgör den de två underarter av arten sminkrot som återfinns i Sverige. Underarterna är väl åtskilda i morfologi och ekologi.  

## Beskrivning
Blå sminkrot är en tvåårig, höstgroende ört med små, blå trattformade blommor. Den kan bli upp till ca. 50 cm hög även om det är ovanligt. Blå sminkrot besöks av vissa insekter såsom humlor men är till största delen självbefruktande då ståndarknapparna är tätt samlade runt märket. Blå sminkrot är rödlistad (EN – Starkt hotad)
Blå sminkrot skiljs från den nära släktingen vit sminkrot dels genom dess blåa blommor men även på dess i allmänhet klenare växtsätt. Även växtlokaler varierar till viss del. Vaksamhet bör iakttagas för att undvika sammanblandning med blåblommiga varieteter av vit sminkrot. En nära släkting, stenfrö (Lithospermum officinale), skiljs enklast åt genom stenfröets vita och blanka frukter till skillnad från sminkrotens gråbruna och skrynkliga frukter. Stenfrö har även tydliga sidonerver på sina blad.

## Ekologi
Blå sminkrot trivs i kalkhaltig och lätt lerjord. Den uppvisar en större konkurrenskraft än sin släkting vit sminkrot och återfinns ofta på lätt igenväxande men fortfarande öppen gräsmark där den gynnas av bete och markstörningar. 

## Utbredning
Tidigare var blå sminkrot spridd i södra Sverige men på grund av ändrade markbearbetningsförhållanden samt ändrad hävd så är den idag endast kvarstående på ett fåtal lokaler från södra Skåne, Öland samt Gotland. Dock är lokalutbredningen oklar på grund av sammanblandning med blåblommiga varieteter av vit sminkrot. 

## Kulturhistoria
Blå sminkrot har fått sitt namn från dess användning som smink i äldre tider då roten ger en kraftig röd färg. Ingen åtskillnad verkar ha gjorts mellan vit sminkrot och blå sminkrot. Uppgifter finns även om att roten används till färgning.